# سرخة حصار (ميانة)
سرخة حصار هي قرية في مقاطعة ميانة، إيران. عدد سكان هذه القرية هو 184 في سنة 2006.